# Kairo (película)
Kairo (conocida internacionalmente como Pulse) es una película de terror japonesa del año 2001 dirigida por Kiyoshi Kurosawa. Internacionalmente fue estrenada en el Festival de Cine de Cannes en el año 2001.
La cinta es considerada un clásico del cine de terror japonés y una película de culto. Está basada en la novelización del mismo nombre escrita por el mismo Kurosawa. En el 2006 fue estrenado en Estados Unidos un remake titulado Pulse, protagonizado por Kristen Bell e Ian Somerhalder la cual tuvo dos secuelas.

## Sinopsis
La película se centra en fantasmas que invaden el mundo vía Internet. La invasión es seguida a través de dos historias diferentes entre sí.

## Reparto
- Kumiko Aso como Michi Kudo.
- Haruhiko Kato como Ryosuke Kawashima.
- Koyuki como Harue Karasawa.
- Kurume Arisaka como Junko Sasano.
- Masatoshi Matsuo como Toshio Yabe.
- Shinji Takeda como Yoshisaki.
- Yun Fubuki como madre de Michi.
- Shun Sugata como Jefe.
- Koji Yakusho como Ship captain.
- Show Aikawa como empleado.
- Kenji Mizuhashi como Taguchi.

## Estreno
Pulse fue lanzada en Japón el 3 de febrero de 2001, fue distribuida por Toho.
Distant Horizon adquirió los derechos de Daiei para distribuir la película a nivel mundial. El film fue estrenado en la categoría Un Certain Regard del Festival de Cine de Cannes.

### Formato casero
La película fue lanzada en DVD por Magnolia Home Entertainment el 21 de febrero de 2006. Arrow Video anunció que lanzaría el Blu-Ray de la película en diciembre de 2016.

## Recepción
La respuesta de la crítica hacia Kairo fue en su gran mayoría positiva. En Rotten Tomatoes la película tiene una aprobación del 74% basado en 53 reseñas con una media de 6.8/10. El consenso crítico dice "Un siniestro thriller-tecnológico cuyo arte reside en el poder de la sugerencia en lugar de una lluvia de sangre o efectos especiales de la tienda de terror".
All Movie alabó el film, escribiendo "Los primeros 30 minutos de Kairo son los más desconcertantes y atemorizantes que he visto en mucho tiempo". Anita Gates de The New York Times escribió, "Hay muy pocos momentos en la ferozmente espeluznante y original obra de Kiyoshi Kurosawa que no evocan un temor de ensueño a lo verdaderamente desconocido". Slant Magazine le dio a la película cuatro estrellas de cuatro, escribiendo "Las películas de Kurosawa tienen un efecto genuinamente desconcertante para el espectador porque tratan con el tipo de soledad que existe en un mundo superpoblado. [...] Pulse es su explicación más clara de este tema, y trata la World Wide Web como una trampa literal que forja conexiones nerviosas entre extraños donde el destino final es el caos". The Guardian la llamó "una película de terror increíblemente espeluznante", que "de la misma manera que Ring, encuentra escalofríos en los lugares más sórdidos y mundanos; el hábil despliegue de pequeños momentos espeluznantes y las imágenes crípticas perturbadoras producen el estado de ánimo necesario de temor y tristeza". Film Threat escribió, "Lo que es peor que una película de terror que te deja sin dormir es una que te perturba a la depresión". The Washington Post comentó, "Pulse se disfruta mejor si no se lo cuestiona demasiado. Vive visualmente de una manera que no puede vivir intelectualmente".
En 2012, Jamie N. Christley de Slant nombró al film en su lista de "Las mejores películas de todos los tiempos". A lo largo de los años 2010's, Time Out pidió a diversos autores, directores, actores y críticos que han trabajado en el género de terror votar para realizar una lista de las mejores películas de horror. Pulse quedó en el lugar número 65 del Top 100.

## Remake
En 2003, Dimension Films adquirió los derechos para llevar a cabo una adaptación estadounidense de Pulse. La película fue dirigida por Jim Sonzero, escrita por Ray Wright basada en un primer guion escrito por Wes Craven quien dejó el proyecto. Es protagonizada por Kristen Bell, Ian Somerhalder, Christina Milian y Brad Dourif. Fue estrenada en cines el 11 de agosto de 2006, pero a diferencia del film original, recibió malas críticas.